# 武蔵野ルネ
武蔵野 ルネ（むさしの ルネ、1968年〈昭和43年〉4月9日 - ）は、日本の画家、絵本作家、イラストレーター。

## 来歴・人物
1968年、東京都東村山市出身。6歳からバレエを始める。
東京都立国分寺高等学校を卒業後、1992年に多摩美術大学日本画科を卒業した。大学時代から、絵本の制作を依頼される。コーエー（現：コーエーテクモゲームス）デザイン部を経てデザイン会社（Zero2）に勤務する傍ら、品川区の女子高校で美術講師としての教職にも就き、書籍や雑誌のイラストやWEBデザインなどの分野で活動する。
2021年〜2023年は、世界最大級の音楽ライブ専用施設「Kアリーナ横浜」にて屋内のフロアサイン（12作品）と、ミュージックテラスのパブリックアート大型壁画（2作品）／を担当。
東京文化会館で毎年ゴールデンウィークに行われている『上野の森バレエホリデイ』のメインビジュアルを担当している。また、東京文化会館の60周年記念グッズのイラスト＆デザインを担当。
大型絵画の納入先は、海外のリゾートホテル、国内ホテルや商業施設など多岐にわたる。個展やデザイン・フェスタなどでの作品発表もおこなっている。

## 制作

### 壁画
- DIAMOND MOON：仮設店舗（2003年）
- DIAMOND MOON：竣工（2004年）
- アクアリゾートクラブサイパン]（2005年）
- グアムPIC（2007年）
- グアムハイアット* リージェンシー（2008年）
- DIAMOND MOON：リニューアル（2010年）
- ハイアット・リージェンシー 横浜ブライダルサロン（2020年）
- Kアリーナ横浜ミュージックテラス：屋外パブリックアート（2023年）
- Kアリーナ横浜：屋内サイン（2023年）

### 著作
- キャラデザ★デッサン Vol.1 少年の描きかた（グラフィック社、2011年）
- キャラデザ★デッサン Vol.2 女の子の描きかた（グラフィック社、2012年）

### 絵本
- 飛び出す絵本かぐや姫 “沢田裕美子”（アスカ・コーポレーション、1990年）
- 大丈夫 大丈夫![8]（ぷちパリBOOKS、2023年）

### 小説の表紙・挿絵
- バレリーナ・ドリームズ
- ポピーの秘密の願い（新書館、2008年）
- ジャスミンの幸運の星（新書館、2008年）
- ローズの大決心（新書館、2008年）
- バレエのプリンセス（新書館、2009年）
- スターをめざして（新書館、2009年）
- いつまでも踊りたい（新書館、2009年）
- クリスマスの「くるみ割り人形」（新書館、2009年）

### 書籍 / ムックの表紙・挿絵
- PINK RIBBON（光進社、2001年）
- タカラモノ占い（宝島社、2003年）
- ドラエゴ（ハウスバンク、2003年）
- キャラクター・デザインバイブル（グラフィック社、2003年）
- アネゴとツボネ（ぜんにち出版、2005年）
- セレブをおとす英会話（駿河台出版、2006年）
- 世界一かわいい年賀状（秀和システム、2008年）
- ピルエット! [クロワゼ・バレエレッスン・シリーズ1]（新書館、2011年）
- バレエの筋肉、使えてますか? [クロワゼ・バレエレッスン・シリーズ2]（新書館、2011年）
- バレエ・ストレッチ集（新書館、2012年）
- ポール・ド・ブラ - バレエの腕と顔のつけ方 - [クロワゼ・バレエレッスン・シリーズ4]（新書館、2015年）
- 心を癒す大人のスクラッチアート『鳥獣戯画』」（東京書店、2017年）
- 「バレエ筋」を鍛える! [クロワゼ・バレエレッスン・シリーズ5]（新書館、2019年）
- バレリーナ・ボディになりたい! バレエを踊る人のための解剖学（新書館、2023年）

### 雑誌イラスト
- Croise-クロワゼ-（新書館）
- Clara-クララ-（新書館）
- CUTiE（宝島社）
- CUTiE Comic連載（宝島社）
- Tokyo Walker（角川書店）
- Yokohama Walker（角川書店）
- non-no（集英社）
- レプリーク（阪急コミュニケーションズ）

### イベント
- 上野の森バレエホリデイ：メインビジュアル（2017年 - ）

### 卓上カレンダー
- バレエ日めくりカレンダー（新書館、2016年）

### キャラクターデザイン
- 『川のぬし釣り 秘境を求めて』PS版（パック・イン・ソフト、1998年）
- ルビリンフラワー（1998年）
- IKKO（2009年）

### オリジナル商品
- 下北沢「Indue」
- Paris「SOUVENIRS Du FUTU」
- トップ製菓

### その他の活動
- バレエチャンネル：バレエ占い
- ロシア語講座：イラスト提供（NHK教育）
- デザイン・フェスタ出展（1998年 - 2000年）

- ライブパフォーマンス：

恵比須「みるく」（2001年 - 2002年）
渋谷「ON AIR WEST」（2002年）
渋谷「BUENOS TOKYO」（2002年）
- バレエスタジオエイル：

バレエ公演メインビジュアル（2002年 - 隔年）
- 個展：

渋谷チャコット本店（2002年）
チャコット プランタン銀座店（2003年）
チャコット 千葉店（2003年）
Gallery sign（2003年）
ラフォーレ原宿（2003年）
MOTOYAカフェ（2009年）
- チェリーテラス：HP（2008年 - ）
- At Once（2009年）
- 東京文化会館60周年記念品：一式（2021年）
- 美の神様に可愛がられる方法（KADOKAWA、2021年）
- LaHarpe：イラストエッセイ（劇団四季、2022年）